# قصر سليمانية
قصر سليمانية (بالفارسية: کاخ سلیمانیه) هو قصر تاريخي يعود إلى عصر القاجاريون، ويقع في كرج.